# Frieseomelitta varia
Frieseomelitta varia är en biart som först beskrevs av Amédée Louis Michel Lepeletier 1836.  Frieseomelitta varia ingår i släktet Frieseomelitta, tribuset gaddlösa bin och familjen långtungebin. Inga underarter finns listade.

## Beskrivning
Ett relativt stort och slankt bi med brun och brungul färgteckning.

## Ekologi
Släktet Frieseomelitta tillhör de gaddlösa bina, ett tribus (Meliponini) av sociala bin som saknar fungerande gadd. De har dock kraftiga käkar, och kan bitas ordentligt.
Som hos många gaddlösa bin är boet till stor del uppbyggt av propolis. Poropolis hos denna art har uppmärksammats för sina antibakteriella egenskaper, bland annat mot staphylococcus aureus.
Arten besöker många träd och örter, både för föda och bobyggnad (det senare främst träd). Bland ingående familjer märks akantusväxter (som Asystasia sp.), araliaväxter (som Didymopanax sp.), Calophyllaceae (som Kielmeyera), korgblommiga växter (som Baccharis sp. och Vernonia sp.), kransblommiga växter (som Hyptis sp.), malphigiaväxter (som Banisteriopsis sp., Byrsonima sp. och Mascagnia sp.), malvaväxter (som strandkastanjesläktet), medinillaväxter (som Miconia, sammetsbusksläktet), potatisväxter (som Solanum lycocarpum), proteaväxter (som Roupala sp.), törelväxter (som Kristi törnekrona) samt ärtväxter (som orkidébauhinia, flamboyant och Peltophorum sp.) Dessutom används familjerna Caryocaraceae (som Caryocar sp.), rökelseträdsväxter (Burseraceae, en familj i kinesträdordningen med släktet Commiphora), sumakväxter (som Astronium sp., Schinopsis sp. och Spondias sp.) samt ärtväxter (som bresiljesläktet) för bobyggnad.

## Utbredning
Arten finns i stora delar av Brasilien, från delstaten Pará i norr till Sao Paulo i söder och Mato Grosso i öster.